# Грушевка (Криничанский район)
Грушевка (укр. Грушівка) — село, Проминьский сельский совет, Криничанский район, Днепропетровская область, Украина.
Код КОАТУУ — 1222088605. Население по переписи 2001 года составляло 10 человек.

## Географическое положение
Село Грушевка находится на берегу реки Грушевка, которая через 2 км впадает в реку Мокрая Сура. Выше по течению на расстоянии в 3,5 км расположено село Межевое (Солонянский район).